# Лесное (Башкортостан)
Лесно́е (баш. Лесной) — деревня в Ишимбайском районе Башкортостана, входит в состав Скворчихинского сельсовета.

## История
Посёлок основан после 1953 года и именовался посёлком лесоучастка Гортопа.
Указ Президиума Верховного Совета РБ от 25.02.93 № 6-2/66 «О переименовании поселка лесоучастка Гортопа Скворчихинского сельсовета Ишимбайского района» гласил:

1. Переименовать посёлок лесоучастка Гортопа Скворчихинского сельсовета Ишимбайского района в деревню Лесное.

2. Поручить президиуму Ишимбайского районного Совета народных депутатов обеспечить проведение необходимых организационно-технических мероприятий, связанных с переименованием поселка лесоучастка Гортопа Скворчихинского сельсовета Ишимбайского района в деревню Лесное. — http://ufa.regionz.ru/index.php?ds=35947

## Население
| 1959 | 1989 | 2002 | 2009 | 2010 |
| ---- | ---- | ---- | ---- | ---- |
| 207  | ↘7   | ↗8   | ↗9   | ↗11  |

## Географическое положение
Находится на реке Торгаске. Есть пруд.
Расстояние до:
- районного центра (Ишимбай): 25 км,
- центра сельсовета (Скворчиха): 4 км,
- ближайшей ж/д станции (Салават): 43 км.

## Экономика
Лесное хозяйство.

## Инфраструктура
В деревне одна улица: Заречная.